# (784) Pickeringia
(784) Pickeringia es un asteroide perteneciente al cinturón de asteroides descubierto el 20 de marzo de 1914 por Joel Hastings Metcalf desde Winchester, Estados Unidos.

## Designación y nombre
Pickeringia se designó al principio como 1914 UM.
Posteriormente, fue nombrado en honor de los astrónomos estadounidenses Edward Charles Pickering (1846-1919) y William Henry Pickering (1858-1930).

## Características orbitales
Pickeringia está situado a una distancia media de 3,097 ua del Sol, pudiendo acercarse hasta 2,348 ua. Su inclinación orbital es 12,29° y la excentricidad 0,2418. Emplea en completar una órbita alrededor del Sol 1991 días.